# Групповое подкрепление
Группово́е подкрепле́ние, коммуна́льное подкрепле́ние (англ. communal reinforcement) — социальный феномен, процесс, благодаря которому прочное убеждение внутри какой-либо социальной группы (англ. commune) формируется посредством повторения некоторого утверждения (некоторой идеи, концепции) членами этой группы. Процесс происходит вне зависимости от того, были ли проведены соответствующие исследования или подтверждено ли достаточными эмпирическими данными создаваемое убеждение настолько, чтобы быть принятым рациональными людьми. Процесс также независим от истинности или ложности повторяемого утверждения (идеи, концепции). Следовательно, распространённость в группе того или иного убеждения не является свидетельством его истинности или ложности. 
Часто средства массовой информации содействуют этому процессу, некритично поддерживая различные непроверенные и неподкреплённые фактами концепции или идеи, не освещая скептически даже самые нелепые из них. Фраза «миллионы людей не могут ошибаться» обычно указывает на общую тенденцию без сомнения принимать информацию, подкрепляемую группой, что зачастую приводит к широкому распространению городских легенд, мифов и слухов.
Групповое подкрепление объясняет, как люди могут передавать непонятные заблуждения из поколения в поколение. Оно также объясняет, как некоторые голословные рекомендации (англ. testimonials), подкреплённые всего лишь другими столь же голословными рекомендациями внутри сообщества психотерапевтов, социологов, психологов, теологов, политиков, ведущих ток-шоу и др., могут быть более убедительными и вытеснить научные исследования или точные факты, полученные незаинтересованными лицами. 
Групповое подкрепление частично объясняет, почему половина американских подростков отрицает эволюцию, почему многие люди верят в сотворение мира и другие библейские истории, а также почему человек зачастую верит псевдонаучным, паранормальным и оккультным утверждениям, постоянно появляющимся в СМИ. 
Групповое подкрепление также объясняет, почему обычно рациональные и образованные люди могут принять за правду подобные истории, когда они предлагаются «комфортной группой» в трудные психологические моменты. Каждый лидер культа знает о силе группового подкрепления в сочетании с изоляцией адептов от всесторонней информации.